# Stictoleptura nadezhdae
Stictoleptura nadezhdae is een keversoort uit de familie van de boktorren (Cerambycidae). De wetenschappelijke naam van de soort werd voor het eerst geldig gepubliceerd in 1932 door Plavilstshikov.